# Aliso Viejo
Aliso Viejo város az USA Kalifornia államában, Orange megyében. Lakosainak száma 52 176 fő (2020. április 1.).

## Népesség
A település népességének változása:

| 2010 | 47 823 |
| 2020 | 52 176 |